# Faculté des lettres, langues, arts et communications
La faculté des lettres, langues, arts et communications (FLLAC) est une entité de l'université d'Abomey-Calavi. Elle est une émanation de la scission de la faculté des lettres, arts et sciences humaines (FLASH) en deux entités distinctes : la faculté des lettres, langues, arts et communications et la faculté des sciences humaines et sociales. La FLLAC à vu le jour par l’arrêté n°2016-731/MESRS/DC/SGM/SA/SGG16 du 18 octobre 2016.

## Direction et composition
La faculté des lettres, langues, arts et communications est dirigée par une équipe composée d'un doyen et d'un vice-doyen nommés en Conseil des ministres par le gouvernement béninois. Cette faculté est composée des départements des lettres modernes, de sciences du langage et de la communication, des études germaniques, des études hispaniques, de l'anglais et des arts.